# Kirjat Šmu'el

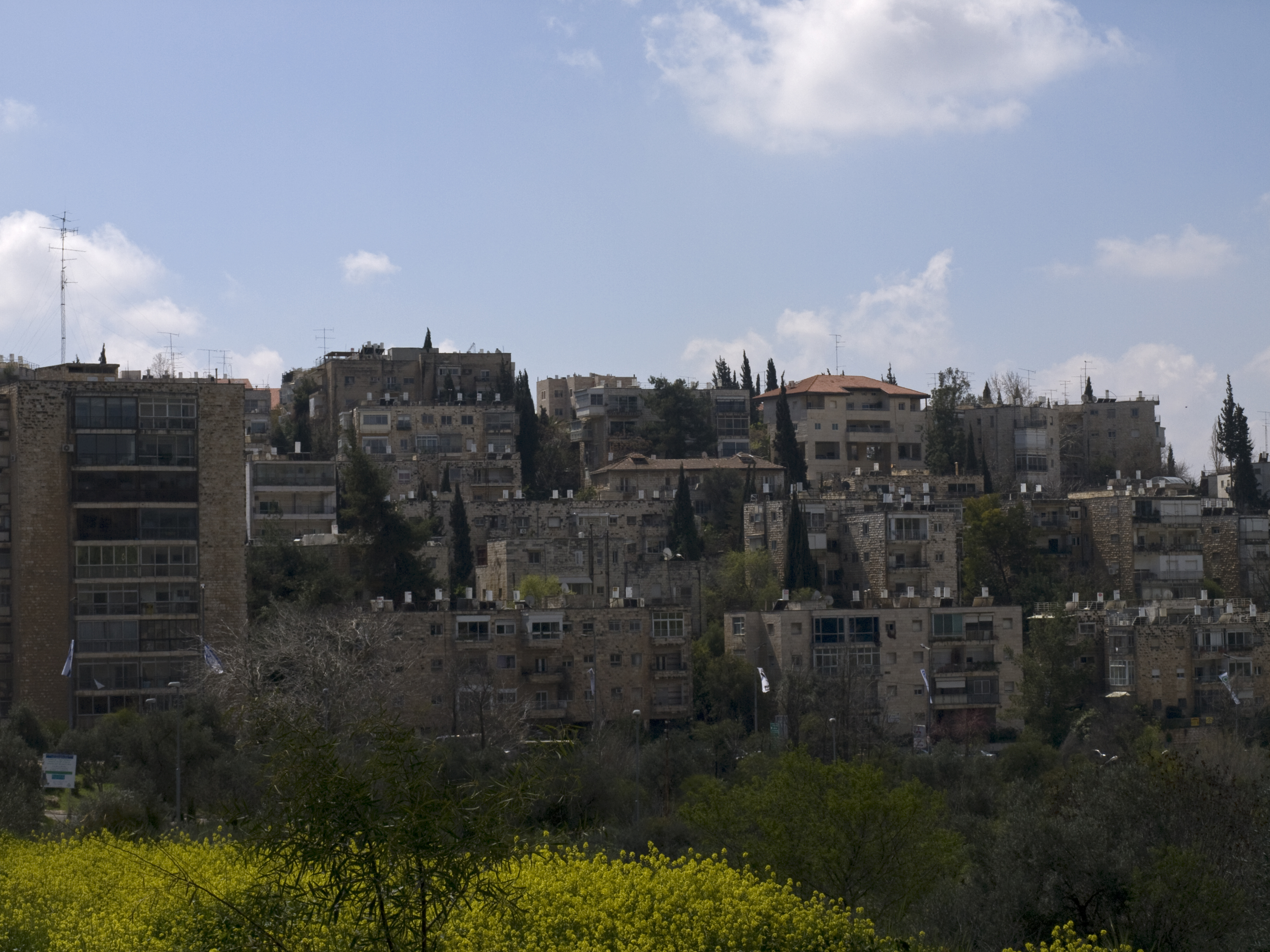
Celkový pohled na čtvrť Kirjat Šmu'el od Kláštera svatého Kříže

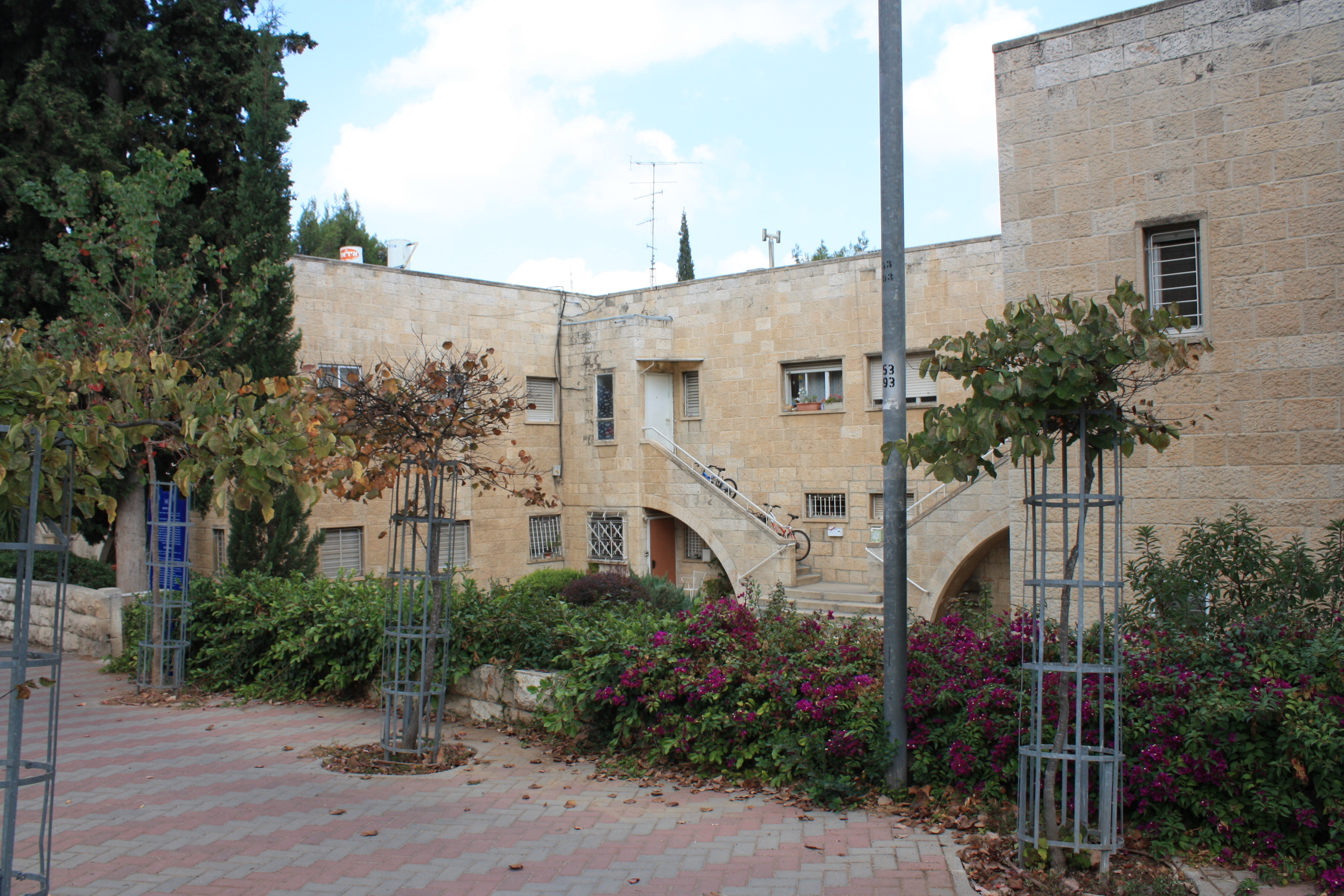
Objekt Bejt Kadima v čtvrti Kirjat Šmu'el

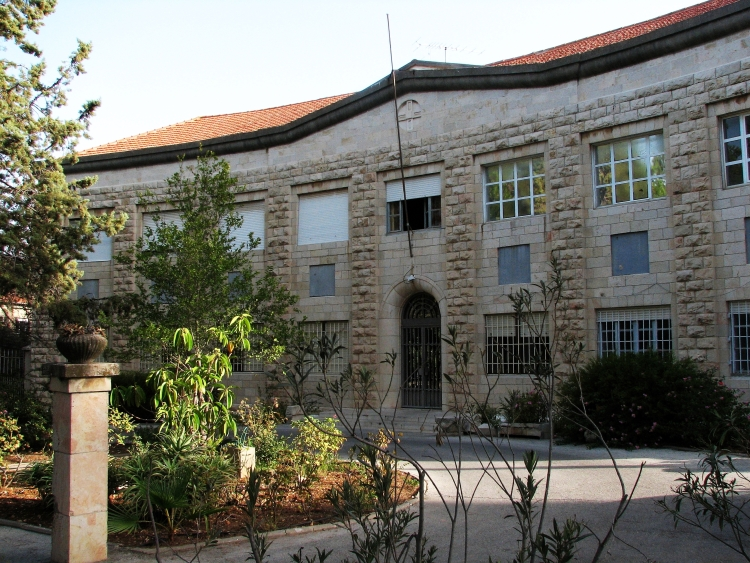
Budova bývalého britského vojenského soudu v čtvrti Kirjat Šmu'el

Kirjat Šmu'el (hebrejsky: קריית שמואל, doslova „Šmu'elovo město“, arabsky: قطمون) je městská čtvrť v střední části Jeruzaléma v Izraeli.

## Geografie
Na severu hraničí s čtvrtí Rechavja, na východě s čtvrtí Talbija (Komemijut), na jihu s Katamon ha-Mošava ha-Jevanit (Řecká Kolonie) a ha-Mošava ha-Germanit (Německá Kolonie), na západě s Neve Granot. Leží v nadmořské výšce přes 750 metrů cca 2 kilometry jihozápadně od historického jádra města. Leží na mírně zvlněné vyvýšenině, ze které k jihozápadu vybíhá údolí vádí Nachal Rechavja. Na západ od čtvrti se zvedá vrch s areálem Kláštera svatého Kříže. Hlavní dopravní tepnou oblasti je severojižní silniční tah podél třídy Sderot Chajim Chazaz a k jihozápadu vedoucí ulice ha-Rav Herzog. Populace čtvrti je židovská.

## Dějiny
Založili ji v roce 1928 v době Britské mandátní Palestiny ultraortodoxní Židé, kteří se sem přestěhovali z nedaleké Me'a Še'arim. Pojmenována je podle rabína Šmu'ela Salanta. Během nepokojů v Palestině roku 1929 i během arabského povstání v Palestině 1936–1939 byla tato oblast místem střetů mezi Židy a Araby. Během války za nezávislost v roce 1948 zde byl nástupní prostor židovských jednotek pro následné dobytí arabských pozic v sousedním Katamonu. V současnosti je obyvatelstvo sekulární a nábožensky sionistické.